# فرط ثنائي أكسيد الكربون الكربون المسموح به في الدم
فرط ثنائي أكسيد الكربون الكربون المسموح به في الدم هو فرط ثنائي أكسيد الكربون الكربون في الدم -أي زيادة تركيز ثنائي أكسيد الكربون في الدم- عند مرضى توقف التنفس عندما تكون الأكسجة صعبة بحيث لا يمكن تبادل القدر الكافي من ثاني أكسيد الكربون بالطرق المثلى للتنفس الصناعي (دون إغفال الأكسجة). وثنائي أكسيد الكربون هو منتج غازي ينتج عن التمثيل الغذائي في الإنسان ويخرج طبيعيًا من الرئتين.
قد يؤدي انخفاض الحجم المدِّي على المُنَفِّسة (8-12 مل / كجم) إلى 4-6 مل / كجم في متلازمة الضائقة التنفسية الحادة (ARDS) إلى تقليل الرضح الضغطي وذلك عن طريق خفض ضغط مسلك ذروة التهوية ويؤدي إلى تحسين الإفاقة التنفسية. وأحيانًا يلزم معالجة فرط ثنائي أكسيد الكربون في الدم من أجل تحقيق هذه الأحجام المدِّية المنخفضة. ويؤدي فرط ثنائي أكسيد الكربون المسموح به في الدم إلى حماض تنفسي قد يكون له آثار جانبية، ولكن إذا علمنا أن المريض يعاني من حالة متلازمة ضائقة تنفسية حادة فإن تحسين وظيفة التهوية ينبغي أن يوضع في قمة الأولويات.
ولما كان نقص تأكسج الدم هو من الحالات الخطيرة التي تهدد حياة الإنسان بخلاف فرط ثنائي أكسيد الكربون، فإن البعض يقبل هذا الأخير. ومن هنا كان مصطلح «فرط ثنائي أكسيد الكربون الكربون المسموح به في الدم».
وقد تفوق الآثار الجانبية السلبية لفرط ثنائي أكسيد الكربون الفوائد الناتجة عنه إجمالاً وتفصيلاً. وأصبح تنفيذ نزع ثاني أكسيد الكربون إلى خارج الجسم (بالمنفِّسَة الغشائية)لذا، Novalung) في مرحلة مبكرة من متلازمة الضائقة التنفسية الحادة من القواعد الراسخة لعمل تهوية محصِّنة وتجنب الحُماض التنفسي.

## الأعراض
ومن بين أعراض فرط ثنائي أكسيد الكربون في الدم (حيث ترتفع نسبة فرط ثاني أكسيد الكربون المسموح به في الدم; ولكن بدرجة معقولة): احمرار الجلد واكتمال النبض والانقباضة الخارجية والنفضات العضلية وتورم اليد وقد يزداد ضغط الدم. أما الحالات الحادة من فرط ثنائي أكسيد الكربون في الدم (عمومًا يزداد PaCO2 عن 10 باسكال أو 75 مللي متر زئبق)، وفي حال تقدم الأعراض فإنه يحدث توهان وفزع وفرط تنفس واختلاج وفقد الوعي وقد يتطور الوضع لتحدث الوفاة.
توصيف آخر لفرط ثنائي أكسيد الكربون المسموح به في الدم عند مرضى متلازمة الضائقة التنفسية الحادة
قد تتسبب التهوية الميكانيكية باستخدام حجم مدّي عال (VT) وضغط عبر رئوي إلى تلف الرئة، مما يتسبب في إصابة الرئة المحرّضة بالمُنَفِّسة. وتدريجيًا جاء قبول فرط ثنائي أكسيد الكربون المسموح به في الدم، كإستراتيجية تهوية للفشل التنفسي الحاد وفيه تتم تهوية الرئتين بقدر وضغط شهيقي ضئيل، في الرعاية الحرجة للبالغين والأطفال وحديثي الولادة من المرضى الذين تحتاج حالتهم إلى تهوية ميكانيكية وأصبحت هذه الطريقة من المكونات الأساسية لإستراتيجيات التهوية المحصِّنة الحالية.